# 石川郡 (大阪府)
- 令制国一覧 > 畿内 > 河内国 > 石川郡
- 日本 > 近畿地方 > 大阪府 > 石川郡

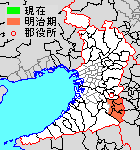
大阪府石川郡の位置

石川郡（いしかわぐん）は、かつて河内国・堺県・大阪府にあった郡。

## 郡域
1880年（明治13年）に行政区画として発足した当時の郡域は、南河内郡の全域および富田林市の一部（概ね新堂、富美ケ丘町、寿町、錦ケ丘町、常盤町、富田林町、山中田町、東板持町、佐備、龍泉、甘南備より北東）にあたる。

## 歴史

### 古代

#### 郡衙
石川西岸において、官衙的な要素をもつ集落遺跡が2ヶ所で報告されている。
中野遺跡では、一辺1メートルを超える方形の柱穴と銙帯の石製蛇尾が発見されている。中野遺跡の500メートル南方に位置する畑ヶ田遺跡では、一辺0.8～1メートルの柱穴からなる複数棟の掘立柱建物、須恵器陶硯、奈良時代の銭貨を納めた土師器甕、銙帯の石製丸鞆が発見されている。
2000年代まで、調査が先行していた中野遺跡が石川郡衙と考えられてきた。しかし、近年に畑ヶ田遺跡の調査が大幅に進展し、官衙的な遺物が相次いで発見されたことにより、郡衙の所在地について再考が求められている。

#### 式内社
『延喜式』神名帳に記される郡内の式内社。
| 神名帳                        | 神名帳                      | 神名帳 | 神名帳 | 比定社           | 比定社                       | 比定社 | 集成 |
| 社名                          | 読み                        | 格     | 付記   | 社名             | 所在地                       | 備考   | 集成 |
| ----------------------------- | --------------------------- | ------ | ------ | ---------------- | ---------------------------- | ------ | ---- |
| 石川郡 9座（並小）            |                             |        |        |                  |                              |        |      |
| 感古神社 （咸古神社）         | カンコノ カムコ             | 小     | 鍬靫   | 咸古神社         | 大阪府富田林市竜泉           |        |      |
| 科長神社                      | シナガノ                    | 小     |        | 科長神社         | 大阪府南河内郡太子町山田     |        |      |
| 建水分神社                    | タケミコマリノ タケミツワケ | 小     |        | 建水分神社       | 大阪府南河内郡千早赤阪村水分 |        |      |
| 大祁於賀美神社                | オホケヲカミノ -オカミノ    | 小     |        | 大祁於賀美神社   | 大阪府羽曳野市大黒           |        |      |
| 美具久留御玉神社              | ミククルノミタマノ          | 小     |        | 美具久留御魂神社 | 大阪府富田林市宮町           |        |      |
| 佐備神社                      | サビノ                      | 小     |        | 佐備神社         | 大阪府富田林市佐備           |        |      |
| 感古佐備神社 （咸古佐備神社） | カンコサヒノ カムコ-        | 小     |        | 合祀：咸古神社   | 大阪府富田林市竜泉           |        |      |
| 壱須何神社                    | イスカノ                    | 小     |        | 一須何神社       | 大阪府南河内郡河南町一須賀   |        |      |
| 鴨習太神社                    | カモナラヒタノ              | 小     |        | 鴨習太神社       | 大阪府南河内郡河南町神山     |        |      |
| 凡例を表示                    |                             |        |        |                  |                              |        |      |

### 近世以降の沿革
- 「旧高旧領取調帳」に記載されている明治初年時点での支配は以下の通り。○は村内に寺社除地[2]が存在。（48村）

| 知行         | 知行           | 村数 | 村名 |
| ------------ | -------------- | ---- | --- |
| 幕府領       | 幕府領         | 17村 | ○喜志村、新堂村、中野村、富田林村、○毛人谷村、○太子村、○春日村、○山田村、○大ヶ塚村、○北大伴村、○山城村、○南大伴村、○板持村、○森屋村、○神山村、○川野辺村、○芹生谷村 |
| 幕府領       | 旗本領         | 7村  | 葉室村、○東山村、○寺田村、畑村、持尾村、○弘川村、○下河内村 |
| 藩領         | 常陸下館藩     | 17村 | ○竜泉村、○北加納村、南加納村、○白木村、○馬谷村、○中村、○平石村、○上河内村、二河原辺村、○水分村、○桐山村、○東阪村、○小吹村、○甘南備村、○吉年村、○千早村、○中津原村  |
| 藩領         | 相模小田原藩   | 4村  | ○一須賀村、山中田村、○北別井村、南別井村 |
| 藩領         | 近江膳所藩     | 1村  | ○佐備村 |
| 幕府領・藩領 | 幕府領・下館藩 | 2村  | ○寛弘寺村、新家村 |

- 慶応4年

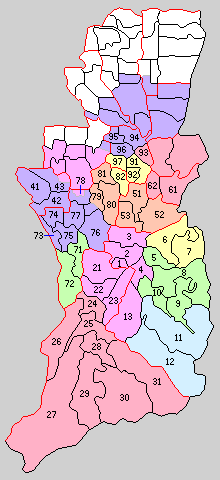
1.富田林村 2.新堂村 3.喜志村 4.大伴村 5.石川村 6.磯長村 7.山田村 8.白木村 9.河内村 10.中村 11.赤阪村 12.千早村 13.東条村（下桃：富田林市 下黄：太子町 右緑：河南町 水色：千早赤阪村 21 - 31は錦部郡 41 - 43は八上郡 51 - 53は古市郡 61・62は安宿部郡 71 - 82は丹南郡 91 - 97は志紀郡）

  - 2月 - 幕府領・旗本領が大坂裁判所司農局の管轄となる。
  - 5月2日（1868年6月21日） - 大坂裁判所司農局の管轄地域が大阪府司農局の管轄となる。
  - 6月8日（1868年7月27日） - 大阪府司農局の管轄地域が大阪府南司農局の管轄となる。
  - 6月 - 戊辰戦争後の処分により小田原藩が減封となり、本郡内の領地が消滅。
- 明治2年
  - 1月20日（1869年3月2日） - 大阪府南司農局の管轄地域が河内県の管轄となる。
  - 8月2日（1869年9月7日） - 河内県の管轄地域が堺県の管轄となる。
- 明治3年2月27日（1870年3月28日） - 堺県の管轄地域が五條県の管轄となる。
- 明治4年
  - 7月14日（1871年8月29日） - 廃藩置県により藩領が下館県、膳所県の管轄となる。
  - 11月14日（1871年12月25日） - 第1次府県統合により、下館県の管轄地域が茨城県の管轄となる。
  - 11月22日（1872年1月2日） - 第1次府県統合により、全域が堺県の管轄となる。
- 明治7年（1874年）1月22日 - 大区小区制の堺県での施行により、河内国第1大区となる。
- 明治8年（1875年）（46村）
  - 北加納村・南加納村が合併して加納村となる。
  - 北別井村・南別井村が合併して別井村となる。
- 明治13年（1880年）4月15日 - 郡区町村編制法の堺県での施行により、行政区画としての石川郡が発足。古市郡古市村の真蓮寺に「古市郡役所」が設置され、同郡および錦部郡・八上郡・安宿部郡・丹南郡・志紀郡とともに管轄。古市郡役所はまもなく改称して「石川錦部八上古市安宿部丹南志紀郡役所」となる。
- 明治14年（1881年）2月7日 - 大阪府の管轄となる。
- 明治16年（1883年） - 郡役所が石川郡富田林村の興正寺別院に移転。
- 明治18年（1885年） - 新家村が喜志村に合併。（45村）
- 明治22年（1889年）4月1日 - 町村制の施行により、下記の各村が発足。（13村）
  - 富田林村 ← 富田林村、毛人谷村（現・富田林市）
  - 新堂村 ← 新堂村、中野村（現・富田林市）
  - 喜志村（単独村制。現・富田林市）
  - 大伴村 ← 南大伴村、板持村、山中田村、北大伴村、別井村（現・富田林市）
  - 石川村 ← 大ヶ塚村、東山村、山城村、一須賀村（現・南河内郡河南町）
  - 磯長村 ← 太子村、葉室村、春日村（現・南河内郡太子町）
  - 山田村 ← 山田村、畑村（現・南河内郡太子町）
  - 白木村 ← 加納村、白木村、平石村、寺田村（現・南河内郡河南町）
  - 河内村 ← 弘川村、上河内村、下河内村、持尾村（現・南河内郡河南町）
  - 中村 ← 中村、馬谷村、芹生谷村、神山村、寛弘寺村（現・南河内郡河南町）
  - 千早村 ← 中津原村、吉年村、小吹村、東阪村、千早村（現・南河内郡千早赤阪村）
  - 赤阪村 ← 森屋村、水分村、二河原辺村、桐山村、川野辺村（現・南河内郡千早赤阪村）
  - 東条村 ← 竜泉村、甘南備村、佐備村（現・富田林市）
- 明治29年（1896年）4月1日 - 郡制の施行のため、志紀郡三木本村を除く「石川錦部八上古市安宿部丹南志紀郡役所」が管轄する各郡の区域をもって南河内郡が発足。同日石川郡廃止。

## 行政
古市郡長→堺県石川・錦部・八上・古市・安宿部・丹南・志紀郡長
| 代 | 氏名     | 就任年月日                | 退任年月日               | 備考         |
| -- | -------- | ------------------------- | ------------------------ | ------------ |
| 1  | 稲垣謙蔵 | 明治13年（1880年）4月16日 | 明治14年（1881年）2月6日 | 大阪府に移管 |

大阪府石川・錦部・八上・古市・安宿部・丹南・志紀郡長
| 代   | 氏名     | 就任年月日                | 退任年月日                | 備考                                                                                           |
| ---- | -------- | ------------------------- | ------------------------- | ---------------------------------------------------------------------------------------------- |
| 1    | 稲垣謙蔵 | 明治14年（1881年）2月7日  | 明治14年（1881年）4月14日 |                                                                                                |
| 2    | 増田濶   | 明治14年（1881年）4月14日 | 明治19年（1886年）5月3日  |                                                                                                |
| 3    | 弘道輔   | 明治19年（1886年）5月3日  | 明治25年（1892年）6月2日  |                                                                                                |
| 4    | 山口昌寿 | 明治25年（1892年）6月2日  | 明治26年（1893年）5月31日 |                                                                                                |
| 5    | 島田祐信 | 明治26年（1893年）5月31日 | 明治28年（1895年）5月11日 |                                                                                                |
| 代理 | 岡村亨   | 明治28年（1895年）5月11日 | 明治28年（1895年）7月10日 |                                                                                                |
| 6    | 深瀬和直 | 明治28年（1895年）7月10日 | 明治29年（1896年）3月31日 | 錦部郡・八上郡・古市郡・安宿部郡・丹南郡および三本木村を除く志紀郡全域との合併により石川郡廃止 |